# Dirk Schatz (Politiker, 1970)
Dirk Schatz (* 12. Dezember 1970 in Lutherstadt Eisleben) ist ein deutscher Kommunalpolitiker (CDU) und war von 2007 bis 2014 Landrat des Landkreises Mansfeld-Südharz. Zudem war er von 2001 bis 2008 Ortsbürgermeister von Volkstedt.

## Beruflicher Werdegang
Schatz absolvierte bis 1987 die Polytechnische Oberschule, bevor er nach zwei weiteren Jahren an der Betriebsberufsschule 1989 sein Abitur erwarb. Anschließend studierte er bis 1993 Jura an der Universität Jena, bevor er von 1993 bis 1997 an der Fachhochschule für öffentliche Verwaltung seinen Abschluss als Diplom-Finanzwirt erwarb. Ab 1997 war er Finanzbeamter beim Finanzamt Halle-Nord in der allgemeinen Rechtsbehelfsstelle.

## Politischer Werdegang
Von 2001 bis 2003 war Schatz Mitglied der SPD, bevor er 2003 in die CDU eintrat. Von 1999 bis 2001 war er parteiloser Gemeindevertreter in Volkstedt und stellvertretender Bürgermeister. Seit 2001 ist er Ortsbürgermeister. 2004 wurde er in den Kreistag des Landkreis Mansfelder Land gewählt und 2007 wurde er Landrat des neugegründeten Landkreises Mansfeld-Südharz. Am 15. Juni 2014 verlor er die Stichwahl bei der Landratswahl gegen Angelika Klein. Am 14. November 2015 gab er seinen Austritt aus der CDU bekannt. Er wurde wegen Bestechlichkeit in der sogenannten "Küchenaffäre" zu einer Freiheitsstrafe von einem Jahr und 3 Monaten verurteilt.

## Abgeordneter
Vom 26. März 2006 bis zum 27. Juli 2007 war Schatz Abgeordneter des Landtags von Sachsen-Anhalt, nachdem er die Wahl im Wahlkreis 33 (Eisleben) mit 32,2 % gewann. Er überließ seinen Abgeordnetenplatz Wolfgang Böhmer. Er war zu seiner Abgeordnetenzeit Mitglied im Ausschuss für Finanzen sowie im Unterausschuss Rechnungsprüfung.